# Narcisse Bambara
Narcisse Bambara (ur. 23 czerwca 1989 w Wagadugu) – burkiński piłkarz grający na pozycji lewego obrońcy. Od 2018 jest zawodnikiem klubu Speranța Nisporeni.

## Kariera klubowa
Swoją karierę piłkarską Bambara rozpoczął w klubie Étoile Filante Wagadugu. Zadebiutował w jego barwach w burkińskiej Superdivision. W 2011 roku zdobył z nim Puchar Burkiny Faso.
W 2012 roku Bambara wyjechał do Rumunii i został zawodnikiem klubu Concordia Chiajna. Swój debiut w Liga I zaliczył 15 września 2012 w wygranym 3:1 wyjazdowym meczu z Gaz Metan Mediaș. W zespole Concordii występował przez dwa sezony.
W 2014 roku Bambara został piłkarzem Universitatei Kluż. Zadebiutował w niej 1 listopada 2014 w zremisowanym 1:1 wyjazdowym spotkaniu z Gaz Metan Mediaș.
W 2015 roku Bambara przeszedł do Rail Club Kadiogo, z którym w sezonie 2015/2016 został mistrzem kraju. W latach 2016−2018 grał w Étoile Filante Wagadugu. W 2018 trafił do mołdawskiego klubu Speranța Nisporeni, w którym zadebiutował 1 kwietnia 2018 w zremisowanym 0:0 domowym meczu z Zarią Bielce.

## Kariera reprezentacyjna
W reprezentacji Burkiny Faso Bambara zadebiutował 26 maja 2012 w zremisowanym 2:2 towarzyskim meczu z Beninem. W 2015 roku został powołany do kadry na Puchar Narodów Afryki 2015. Rozegrał na nim jeden mecz, z Gabonem (0:2).